# Vårat gäng (film)
Vårat gäng är en svensk komedifilm från 1942 regisserad av Gunnar Skoglund.

## Om filmen
Vårat gäng började som en populär radioserie 1939 som efter två år även fick formen av årliga Vårat-gäng-revyer, som fortsatte till 1948. Bakom både radioserien och revyerna stod Sven Paddock och Nils Perne, som även var filmen Vårat gängs idégivare. Filmen premiärvisades den 2 februari 1942.
För Gunnar Skoglund betydde filmen det definitiva genombrottet som manusförfattare och filmregissör.

## Rollista i urval
- Gösta Cederlund - kyrkoherde Klewe
- Fritiof Billquist - pastor Björke
- Torsten Hillberg - Erik Bergendal, organist
- Ruth Stevens - fru Bergendal
- Alice Babs - Alice Bergendal, deras dotter
- John Botvid - Blomkvist, vedhandlare
- Åke Grönberg - Jonne, butiksföreståndare

### Vårat gäng
- Åke Johansson - Åke Jansson
- Kaj Hjelm - "Kajan" Blom
- Lisbeth Bodin - Bettan
- Sten Mattsson - "Knotan" Lindberg
- Bengt Persson - "Bullan"
- Carl-Michael Alw - "Stickan"
- Tosse Bark - "Tosse"
- Knatten Andersson - "Knatten" Karlsson
- Arne Söderberg - "Majorn"
- Rudolf Keijser - "Rulle"
- Britt Nilsson - Britt
- Maj-Britt Nilsson - Maj-Britt

## Musik i filmen
- Vårat Gäng, kompositör och text  Jokern och Sven Paddock
- Dragspelsvals, kompositör Thore Ehrling och Ivan Söderberg, instrumental.
- Här på Söder (Flyttningsvisa), kompositör Kai Gullmar, text Nils Perne och Sven Paddock, sång Alice Babs, Tore "Knatten" Andersson, Tore Bark, Carl-Michael Alw, Åke Johansson, Lisbeth Bodin, Rudolf Keijser, Kaj Hjelm, Sten Mattsson, Bengt Persson, Åke Grönberg, Maj-Britt Nilsson och Britt Nilsson
- Foxtrot (Söderberg), kompositör Arne Söderberg, framförs av Arne Söderberg på  dragspel.
- Låt mig bli med i erat gäng, kompositör och text Jokern och Sven Paddock, sång Alice Babs
- Stigbergsgatan 8, kompositör och text Kai Gullmar, Nils Perne och Sven Paddock, sång och piano Alice Babs, Tore Bark gitarr
- Mr. Stomp, kompositör och text Gary Geve och Sten Rosell, instrumental.
- Inget gäng är som Vårat Gäng, kompositör och text Nils Perne och Sven Paddock, sång Åke Grönberg, John Botvid, Alice Babs, Lisbeth Bodin, Britt Nilsson och Maj-Britt Nilsson
- Tre bröder från Söder, kompositör och text Jokern och Sven Paddock, sång Arne Söderberg, Tore Bark och Tore "Knatten" Andersson.
- Flickan från Södermalm (Vad ska en stackars fattig flicka sjunga), kompositör och text Nils Perne och Sven Paddock, sång Lisbeth Bodin
- Alice i Tyrolen, kompositör och text Jokern och Sven Paddock, sång Alice Babs
- Bästa man på plan, kompositör och text Jokern och Sven Paddock, sång Maj-Britt Nilsson
- De' va' en stark sak, kompositör och text Jokern och Sven Paddock, sång Kaj Hjelm
- Jitterbug från Söder, kompositör och text  Nisse Lind, Jokern och Sven Paddock, sång Arne Söderberg, Tore Bark och Tore "Knatten" Andersson
- De' ä' ja' som ä' basen för basset, kompositör och text Jokern och Sven Paddock, sång Kaj Hjelm
- Å så svänger vi ett tag, kompositör och text Jokern och Sven Paddock, sång Alice Babs, Lisbeth Bodin och Britt Nilsson
- Stilla glider gondolen, kompositör Kai Gullmar, text Nils Perne och Sven Paddock, sång Lisbeth Bodin och Bengt Persson
- Joddel-paraden, kompositör och text Nils Perne, Sven Paddock och Kai Gullmar, sång Alice Babs

## DVD
Filmen gavs ut på DVD 2008.